# The Best FIFA Goalkeeper
Il The Best FIFA Goalkeeper è un premio calcistico assegnato annualmente dalla FIFA, a partire dal 2017, per premiare il miglior portiere al mondo. Nel 2019 è stata istituita la versione per il calcio femminile.

## Albo d'oro

### Calcio maschile
| Anno          | Pos                   | Calciatore | Nazionalità                 | Club |
| ------------- | --------------------- | ---------- | --------------------------- | ---- |
| 2017 dettagli |                       |            |                             |      |
| 1°            | Gianluigi Buffon      | Italia     | Juventus                    |      |
| 2°            | Manuel Neuer          | Germania   | Bayern Monaco               |      |
| 3°            | Keylor Navas          | Costa Rica | Real Madrid                 |      |
| 2018 dettagli |                       |            |                             |      |
| 1°            | Thibaut Courtois      | Belgio     | Chelsea / Real Madrid       |      |
| 2°            | Hugo Lloris           | Francia    | Tottenham                   |      |
| 3°            | Kasper Schmeichel     | Danimarca  | Leicester City              |      |
| 2019 dettagli |                       |            |                             |      |
| 1°            | Alisson               | Brasile    | Liverpool                   |      |
| 2°            | Marc-André ter Stegen | Germania   | Barcellona                  |      |
| 3°            | Ederson               | Brasile    | Manchester City             |      |
| 2020 dettagli |                       |            |                             |      |
| 1°            | Manuel Neuer          | Germania   | Bayern Monaco               |      |
| 2°            | Alisson               | Brasile    | Liverpool                   |      |
| 3°            | Jan Oblak             | Slovenia   | Atlético Madrid             |      |
| 2021 dettagli |                       |            |                             |      |
| 1°            | Edouard Mendy         | Senegal    | Chelsea                     |      |
| 2°            | Gianluigi Donnarumma  | Italia     | Milan / Paris Saint-Germain |      |
| 3°            | Manuel Neuer          | Germania   | Bayern Monaco               |      |
| 2022 dettagli |                       |            |                             |      |
| 1°            | Emiliano Martínez     | Argentina  | Aston Villa                 |      |
| 2°            | Thibaut Courtois      | Belgio     | Real Madrid                 |      |
| 3°            | Yassine Bounou        | Marocco    | Siviglia                    |      |
| 2023 dettagli |                       |            |                             |      |
| 1°            | Ederson               | Brasile    | Manchester City             |      |
| 2°            | Thibaut Courtois      | Belgio     | Real Madrid                 |      |
| 3°            | Yassine Bounou        | Marocco    | Siviglia / Al-Hilal         |      |
| 2024 dettagli |                       |            |                             |      |
| 1°            | Emiliano Martínez     | Argentina  | Aston Villa                 |      |
| 2°            | Ederson               | Brasile    | Manchester City             |      |
| 3°            | Unai Simón            | Spagna     | Athletic Bilbao             |      |

### Calcio femminile
| Anno          | Pos                 | Calciatore  | Nazionalità                             | Club |
| ------------- | ------------------- | ----------- | --------------------------------------- | ---- |
| 2019 dettagli |                     |             |                                         |      |
| 1°            | Sari van Veenendaal | Paesi Bassi | Arsenal / Atlético Madrid               |      |
| 2°            | Christiane Endler   | Cile        | Paris Saint-Germain                     |      |
| 3°            | Hedvig Lindahl      | Svezia      | Chelsea / Wolfsburg                     |      |
| 2020 dettagli |                     |             |                                         |      |
| 1°            | Sarah Bouhaddi      | Francia     | Olympique Lione                         |      |
| 2°            | Christiane Endler   | Cile        | Paris Saint-Germain                     |      |
| 3°            | Alyssa Naeher       | Stati Uniti | Chicago Stars                           |      |
| 2021 dettagli |                     |             |                                         |      |
| 1°            | Christiane Endler   | Cile        | Paris Saint-Germain / Olympique Lione   |      |
| 2°            | Stephanie Labbé     | Canada      | Rosengård / Paris Saint-Germain         |      |
| 3°            | Ann-Katrin Berger   | Germania    | Chelsea                                 |      |
| 2022 dettagli |                     |             |                                         |      |
| 1°            | Mary Earps          | Inghilterra | Manchester United                       |      |
| 2°            | Christiane Endler   | Cile        | Olympique Lione                         |      |
| 3°            | Ann-Katrin Berger   | Germania    | Chelsea                                 |      |
| 2023 dettagli |                     |             |                                         |      |
| 1°            | Mary Earps          | Inghilterra | Manchester United                       |      |
| 2°            | Catalina Coll       | Spagna      | Barcellona                              |      |
| 3°            | Mackenzie Arnold    | Australia   | West Ham                                |      |
| 2024 dettagli |                     |             |                                         |      |
| 1°            | Alyssa Naeher       | Stati Uniti | Chicago Stars                           |      |
| 2°            | Catalina Coll       | Spagna      | Barcellona                              |      |
| 3°            | Mary Earps          | Inghilterra | Manchester United / Paris Saint-Germain |      |